# Chuchrowski
Chuchrowski (forma żeńska Chuchrowska, liczba mnoga Chuchrowscy) – polskie nazwisko. Nosi je około 169 osób. Najwięcej osób o tym nazwisku mieszka w  okolicach Tarnowa.
Nazwisko stosunkowo rzadkie, znajduje się poza grupą 20 tysięcy najpopularniejszych nazwisk w Polsce.

## Historia
W 1775 r., na sejmie tytuł szlachecki otrzymał Jan Chuchrowski – kontraregestrant skarbu koronnego. Dyplom został mu wydany w 1783 r. Nazwisko należało między innymi do przedstawicieli szlachty polskiej guberni Wołyńskiej.

## Występowanie
Najwięcej osób noszących to nazwisko zamieszkuje powiaty i miasta:
- Tarnów – 51
- Brzeg – 17
- Kluczbork – 16
- Tarnów – 16 (miasto)
- Brzesko – 9
- Środa – 8
- Pruszków – 6
- Rybnik – 5
- Milicz – 4

## Etymologia
Nazwisko Chuchrowski pochodzi prawdopodobnie od słowa – chuchro – oznaczającego człowieka słabego zdrowia, mizeraka. Występuje od 1775 r.

## Znane osoby noszące to nazwisko
- Franciszek Chuchrowski – porucznik WP, oficer w powstaniu listopadowym, działacz emigracyjny[8][9][10]
- Józef Chuchrowski – współzałożyciel fabryki krochmalu Chuchrowskiego, Eustachiewicza, Laśkiewicza i Rodkiewicza powstałej w 1909 r., przekształconej w 1913 r., w Towarzystwo Akcyjne[11]
- Marian Chuchrowski – działacz opozycji antykomunistycznej w okresie PRL-u[12]
- Sylwester Chuchrowski – właściciel ziemski, członek-założyciel loży wolnomularskiej Orzeł Biały w Petersburgu, członek loży Ciemności Rozproszone w Żytomierzu, wydawca książki Wspomnienia Włoch i Szwajcaryi z podróży odbytych przez Bartłomieja-Ignacego-Ludwika Orańskiego magistra byłego Uniwersytetu Warszawskiego w latach 1832 i 1839 : dzieło pośmiertne. T. 1[13][14]

## Ciekawostki
- Osoby o tym nazwisku do dzisiaj mieszkają w Akbułaku, w Kazachstanie. Są to potomkowie mieszkańców nieistniejącej już całkowicie polskiej wsi Braiłowka, których przodkowie przybyli na kraniec carskiego imperium na początku XX wieku z Ukrainy. Wieś Braiłowka została zlikwidowana przez sowietów po II wojnie światowej[15].